# Tony Allen (Sänger)
Tony Allen (* 13. August 1932 in New Orleans, Louisiana als Anthony Penia Allan; † 2. April 2018 in Downey, Kalifornien) war ein amerikanischer Doo-Wop-Sänger. Sein erfolgreichster Hit ist Night Owl aus dem Jahr 1955 für Specialty Records.

## Leben

### Herkunft
Tony wurde als Kind einer kreolischen Mutter und eines afro-indianischen Vaters in New Orleans geboren. Sein Onkel war Frank Penia, der Besitzer des berühmten Clubs Dew Drop Inn. Während sein Vater, der Metzger war, die musikalischen Ambitionen seines Sohnes ignorierte, konnte er sich bei dem in der Nachbarschaft wohnenden Fats Domino das Klavierspielen abschauen. Der Onkel schickte ihn erstmals 1941 zur Tante nach Los Angeles. An der dortigen Highschool George Washington Carver lernte er Arthur Lee Maye und Eugene Church kennen, an der Jefferson Highschool Cornel Gunter und Bobby Freeman. Über diese Clique von jungen Musikern, zu der auch Jesse Belvin gehörte, konnte sich Tony Allen ein weites Netzwerk in die kalifornische R&B-Szene flechten.

### Erste Aufnahmen
Angel Child war die erste Platte des 14-jährigen Tony, die in geringer Qualität in Austin McCoys Studio entstand und in geringer Auflage bei Aries Records erschien. Eine gemeinsame Session mit Jesse Belvin für John Dolphins Label Recorded in Hollywood blieb unveröffentlicht. Zudem schrieb er mit I’m Your Mojo Man für Larry Brice und No One für die Furys erste eigene Stücke. In Big Jay McNeelys Gruppe Three Dots & a Dash konnte er weitere Erfahrungen in Vokalharmonik gewinnen. Sein Freund Jesse Belvin stellte ihn dem Produzenten Bumps Blackwell von Specialty Records vor, als Jesse zur Armee eingezogen wurde und damit für Aufnahmen ausfiel, kam Blackwell auf ihn zurück.

### Night Owl
Tony wohnte immer noch bei seiner Tante Nila, die ihn als „Night Owl“ (englisch für Nachteule) bezeichnete, wenn er nach einer langen Nacht erst Mitte des Folgetags nach Hause kam. Daraus machte er einen Song, den er bei seinem ersten Treffen mit dem Produzenten Blackwell auf einem Klavier klimperte. Blackwells Versprechen, er würde den Song aufnehmen, sofern Allen eine zweite Seite präsentieren könnte, löste er am 4. Juli 1955 im Master Records Studio in Hollywood ein, dem Hausstudio von Specialty. Es begleiteten ihn die Session-Band The Chimes, derzeit bestehend aus Charles Jackson, David Cobb, Pookie Wooton und John Talbert, die für die Veröffentlichung von Night Owl den Namen „The Champs“ erhielten. Obwohl I auf den Harmonien des aktuell erfolgreichen Titels Emily der Turks aufbaute, interessierte sich der Specialty-Arrangeur Ernie Freeman mehr für den Novelty-fähigen Song über die Nachteule, deren Schrei „Whoo, whoo!“ Tony Allen imitieren durfte. Tony, der zu dieser Zeit in Al Levines Plattenpresswerk Monarch Records jobbte, vertauschte versehentlich die Aufkleber von A- und B-Seite seiner eigenen Platte, so dass beide Songs, Night Owl und I, ihren Weg in die Radioprogramme fanden, je nachdem ob die Radio-DJs die Verwechslung bemerkten oder nicht. Der Label-Boss Art Rupe schickte Tony mit den Specialty-Größen Little Richard, Eugene Church, Larry Williams, Wynona Carr, Lloyd Price und Clifton Chenier auch auf Tour. Specialty 650 mit Night Owl sollte Tony Allens größter Verkaufshit bleiben, mit dem er auch heute noch am stärksten assoziiert wird.

### Pech und Ärger beim Wechsel zu Johnny Otis
Specialty brachte bereits einen Monat später Allens Folge-Single heraus, diesmal mit den richtig benannten Chimes. Especially ist eine klassische Doo-Wop-Ballade, Check Yourself, Baby eine flottere R&B-Nummer, die von den Musikern spontan im Studio zusammengeworfen wurde. Nach einem Auftritt im Fernsehprogramm von KTTV überredete der Gastgeber Johnny Otis aufgrund der immer noch zunehmenden Popularität von Night Owl den Sänger zur Vertragsauflösung mit Specialty, was Art Rupe enorm enttäuschte. Der junge Allen wusste aber um den großen Einfluss und das Können des Produzenten von Aladdin Records und wollte daher unbedingt zu Otis. Ein an Night Owl angelehnter Rocker names It Hurt Me So und ein weiteres, nicht mit dem Vorgänger identisches Check Yourself auf Ultra Records und I Found an Angel auf dem gleichen, nun Dig Records genannten Label waren kommerzielle Flops. Eine reuhmütige Rückkehr zu Specialty scheiterte an dem Desinteresse Rupes, der mit Little Richards Tutti Frutti, das als Specialty 651 direkt auf Night Owl folgte, einen nationalen Hit gelandet hatte.

### Label-Hopping
Nach seiner Zeit bei Johnny Otis übernahm Allen Angebote bei vielen verschiedenen Plattenlabels, meist mit wechselnden Vokalensembles als Begleitung oder unhierarchisch als gleichwertiger Sänger innerhalb der Gruppen. Bei Ebb Records, das Art Rupes Ex-Frau Lee mit der Abfindung aus der Scheidung finanziert hatte, kam im Oktober 1957 Come Back mit Why in the World heraus. Für Aladdin Records tat er sich mit einer Cousine unter dem Bandnamen The Cupids zusammen und brachte mit Now You Tell Me eine überraschend frische Nummer im Rockabilly-Stil heraus. Die Rückseite Lillie Mae nahm Anleihen an den Novelty-Songs der Aladdin-Stars Shirley and Lee. Eine erneute Zusammenarbeit mit Jesse Belvin führte 1958 zu einem Kontakt mit Lee Hazlewood, der seinerzeit A&R-Manager bei Dot Records war. Obwohl die Gebrüder Mesner als Leiter von Aladdin in die Session im viel gebuchten Radio Recorders Studio platzten und auf ihren Vertrag mit Allen pochten, konnte Tony mit Hilfe Ernie Freemans und Lee Hazelwoods die Arbeit an Chills und Skinny Minny beenden und schließlich für Dot herausbringen. Daraufhin wurde der Vertrag gegen die Überschreibung der Songrechte an Aladdin aufgelöst.
Tony Allens nächste Station war Imperial Records, wo der Produzent Eddie Ray mit ihm vier Titel einspielte, von denen Forgive Me mit deutlichen Textbezügen zu Night Owl als „Answer Song“ (in etwa: Antwort-Lied) konzipiert war. Allens anschließende Aufnahmen für Forward Records von George Motola und Jack Hoffman wurden auch an Bob Shermans Label Tampa Records weiterlizenziert. Da somit Ende des Jahres vier Platten gleichzeitig unter Allens Namen um die Käufergunst buhlten, entschied sich Fabor Robinson, dem Doo-Wop-Sänger für die Aufnahmen auf seinen Labels das Pseudonym „Bobby Starr“ zu verpassen. 1959 kam über die Vermittlung George Motolas ein Kontakt zu Jamie Records in Philadelphia zustande, wo mit Loving You Allens persönlicher Lieblingshit auf Vinyl gepresst wurde. Neuen Schub gewann seine Karriere aber erst durch die Unterstützung des DJs Art Laboe, der ihn nicht nur für sein neues Label Original Sound aufnahm, sondern auch seinen Specialty-Hit Night Owl auf der zweiten Ausgabe der gesuchten LP-Reihe Oldies But Goodies in Hi-Fi wiederveröffentlichte, deren Konzept der Kompilation verschiedener Künstler auf einem Tonträger seinerzeit als sehr innovativ galt.
Seine vorerst letzten Aufnahmen machte Tony Allen Anfang der 1960er für Kent Records, Everest Records und Mach IV Records. Über die Jahre hatte Allen unter verschiedensten Namen und unter Mitwirkung vieler Vokalgruppen Material für etwa 25 Singles aufgenommen. Mit dem Tod seiner Tante im Zuge des Watts-Aufruhrs verlor Tony 1965 eine wichtige Bezugsperson.

### Späte Karriere
Tony Allen blieb aufgrund seines Evergreens Night Owl ein gefragter Künstler für Oldie-Shows. So stand er in den 1990er Jahren unter anderem mit seinen alten Los Angeleser Freunden Gaynel Hodge, Richard Berry und Eugene Church für Veranstaltungen der Doo-Wop-Society auf der Bühne. Sein Werk wird nach und nach auf CD-Kompilationen für den heutigen Markt erschlossen. Bei Ace Records erschien Anfang der 2000er sein einziges offizielles Album auf Modern-Tochter Crown Records zusammen mit den Aufnahmen für Kent, Dig und unveröffentlichtem Material neu. Allen starb am 2. April 2018 in Kalifornien.

## Diskografie

### Singles
- 1952 – Angel Child / Check Yourself, Aries
- 1955 – Night Owl / I, Specialty 560 (mit den Champs)
- 1955 – It Hurts Me So / Check Yourself, Ultra 104 (A-Seite als Tony & Barbara)
- 1956 – Especially / Check Yourself, Specialty 570 (mit den Chimes)
- 1956 – I Found an Angel / I’m Dreaming, Dig 109
- 1957 – Why in the World / Come Back, Ebb 115
- 1957 – Holy Smoke Baby / Time Won’t Wait On You, Aladdin 3403
- 1957 – Lillie Mae / Now You Tell Me, Aladdin 340 (als Teil der Cupids)
- 1958 – Call My Name / Strange Talk, Imperial 5523
- 1958 – Forgive Me / Rockin’ Shoes, Imperial 5547
- 1958 – Chills / Skinnie Minnie, Dot 15722
- 1958 – Be My Love Be My Love / Tell Me, Forward 601 (als Teil der Wonders)
- 1959 – Please Give Me a Chance / Sweet Man, Radio 120 (als Bobby Starr)
- 1959 – Loving You / Lookin’ for Me Baby, Jamie 1119 (als Teil der Wonders)
- 1959 – God Gave Me You / Train of Love, Jamie 1143.
- 1959 – Wishing Star / Let Me Hear You Say Yeah, Original Sound 01 (als die Originals featuring Tony Allen)
- 1959 – Thinking of You / (anderer Interpret), Original Sound 12 (als Teil der Jaguars)
- 1960 – Little Lonely Girl / I Still Love You, Original Sound 13 (als die Originals featuring Tony Allen)
- 1960 – No One (No One But You) / Giggles, Everest 19388
- 1960 – No One (No One But You) / Giggles, Mach IV 104 (als Teil der Lions)
- 1961 – Everybody’s Somebody’s Fool / If Love Was Money, Kent 356 (mit den Wanderers)
- 1961 – Dreamin’ / Be My Love Be My Love, Kent 364
- 1961 – Just Like Before / Come-a, Come-a, Baby, Bethlehem 3002 (mit dem Twilighters)
- 1962 – It Hurts Me So / The Drakey-Do, Bethlehem 3004 (mit den Twilighters)
- 1962 – Till the Thirteenth Month / Girl of the World, Mach IV 102 (als Teil der Lions)
- 1962 – Zing Went the Strings of My Heart / Never More, Mach IV 112 (als Teil der Furys)
- 1967 – Now Is Forever / Triple Cross, United Artists 50190
- 1988 – No One / The Back Door, Classic Artists 103

### Alben
- 1960 – Rock & Roll with Tony Allen & the Night Owls, Crown LP-5231
- 1980 – The Best of Original Sound, Original Sound LP-1000 (Bootleg)